# Allochrusa takhtajanii
Allochrusa takhtajanii är en nejlikväxtart som beskrevs av É.Ts. Gabriélyan och M. Dittrich. Allochrusa takhtajanii ingår i släktet Allochrusa och familjen nejlikväxter. Inga underarter finns listade i Catalogue of Life.